# Polyonyx
Polyonyx is een geslacht van kreeftachtigen uit de klasse van de Malacostraca (hogere kreeftachtigen).

## Soorten
- Polyonyx biunguiculatus (Dana, 1852)
- Polyonyx boucheti Osawa, 2007
- Polyonyx bouvieri Saint Joseph, 1900
- Polyonyx confinis Haig, 1960
- Polyonyx gibbesi Haig, 1956
- Polyonyx haigae McNeil, 1968
- Polyonyx hendersoni Southwell, 1909
- Polyonyx loimicola Sankolli, 1965
- Polyonyx maccullochi Haig, 1965
- Polyonyx nitidus Lockington, 1878
- Polyonyx obesulus Miers, 1884
- Polyonyx pedalis Nobili, 1905
- Polyonyx plumatus Yang & Xu, 1994
- Polyonyx quadratus Chace, 1956
- Polyonyx quadriungulatus Glassell, 1935
- Polyonyx senegalensis Chace, 1956
- Polyonyx similis Osawa, 2015
- Polyonyx sinensis Stimpson, 1858
- Polyonyx spina Osawa, 2007
- Polyonyx splendidus Sankolli, 1963
- Polyonyx thai Werding, 2001
- Polyonyx transversus (Haswell, 1882)
- Polyonyx triunguiculatus Zehntner, 1894
- Polyonyx tulearis Werding, 2001
- Polyonyx utinomii Miyake, 1943
- Polyonyx vermicola Ng & Sasekumar, 1993